# آکسل کوسه
آکسل کوسه (استونیایی: Aksel Kuuse; ۱۸ سپتامبر ۱۹۱۳ – ۲۷ آوریل ۱۹۴۲) ورزشکار پرش ارتفاع اهل استونی بود. وی در مسابقات پرش ارتفاع بازی‌های المپیک تابستانی ۱۹۳۶ شرکت کرده و در رتبه دهم قرار گرفته بود.